# Цена хаоса
«Цена хаоса» — восьмая и заключительная серия третьего сезона американского телесериала «Ведьмак», последний эпизод шоу с Генри Кавиллом в главной роли. Её режиссёром является Бола Огун, сценарий написали Михаэль Островский и Трой Дейнджерфилд. Премьера состоялась 27 июля 2023 года на Netflix.

## Сюжет
Литературной основой сценария серии стали произведения писателя-фантаста Анджея Сапковского. Главные герои — ведьмак Геральт из Ривии, его «дитя неожиданности» Цирилла из Цинтры и его возлюбленная Йеннифэр из Венгерберга. Их судьбы разворачиваются на фоне масштабной политической игры, в ходе которой решается судьба целого континента. Основной источник сюжетного материала для всего третьего сезона — книга Сапковского «Час презрения».

## В ролях
- Генри Кавилл — Геральт из Ривии
- Фрейя Аллан — княжна Цирилла
- Аня Чалотра — Йеннифэр из Венгерберга

## Восприятие
Первые рецензенты оценили эпизод как разочаровывающий. По их мнению, Генри Кавилл заслуживает другого прощания, к тому же сценарист никак не подготовил зрителя к тому, что в четвёртом сезоне ведьмак будет выглядеть иначе.